# 劉敏 (徽州府同知)
劉敏（?—1409年），肅寧（今属河北省沧州市）人。明朝初期官员。
洪武三年（1370年），因孝廉而被推荐为中書省吏，其性情廉洁，瓷瓦器等赠与都不予接受。之后担任楚相府錄事，当时中书以没官家妇女给文臣家为奴，众劝其请求补给以侍奉其母。其辞日：“侍奉母亲是我和妻子事情，与他人何关。”当时省臣事败，吏多坐诛，而劉敏则免于牵连。朱元璋因其贤德而升任其为工部侍郎，之后改为刑部侍郎。后出任徽州府同知，有政绩，后死于任上。